# Eosentomon foroiuliense
Eosentomon foroiuliense är en urinsektsart som beskrevs av Torti och Josef Nosek 1984. Eosentomon foroiuliense ingår i släktet Eosentomon och familjen trakétrevfotingar. Inga underarter finns listade i Catalogue of Life.